# معدن سنگ آهن چادرملو
معدن سنگ‌آهن چادرملو که در سال ۱۳۱۹ اکتشاف شده‌است، فعلاً بزرگترین تولیدکننده کنسانتره سنگ‌آهن در ایران است با ذخیره استخراج شدنی به مقدار ۳۲۰ میلیون تن در کویر مرکزی ایران در ۱۸۰ کیلومتری شمال شرقی شهرستان یزد و ۳۰۰ کیلومتری جنوب طبس قرار گرفته‌است. عمر ذخایر سنگ‌آهن معدن چادرملو ۲ سال دیگر به پایان می‌رسد.